# Bronisław Gubrynowicz
Bronisław Ludwik Gubrynowicz (ur. 2 października 1870 we Lwowie, zm. 6 maja 1933 tamże) – polski nauczyciel gimnazjalny, historyk literatury, kustosz Zakładu Narodowego im. Ossolińskich we Lwowie, profesor Uniwersytetu Warszawskiego, członek PAU.

## Życiorys

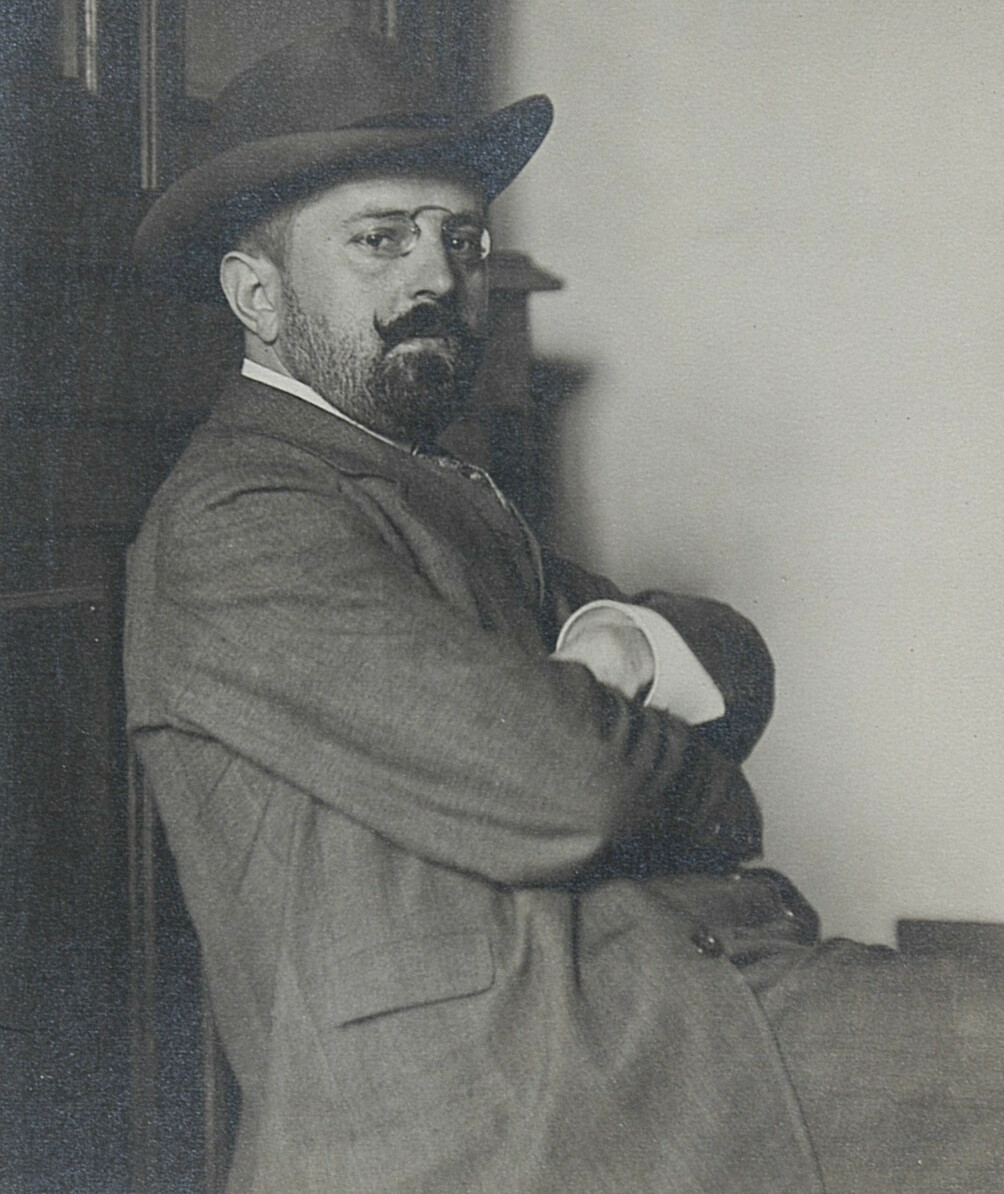
Bronisław Gubrynowicz

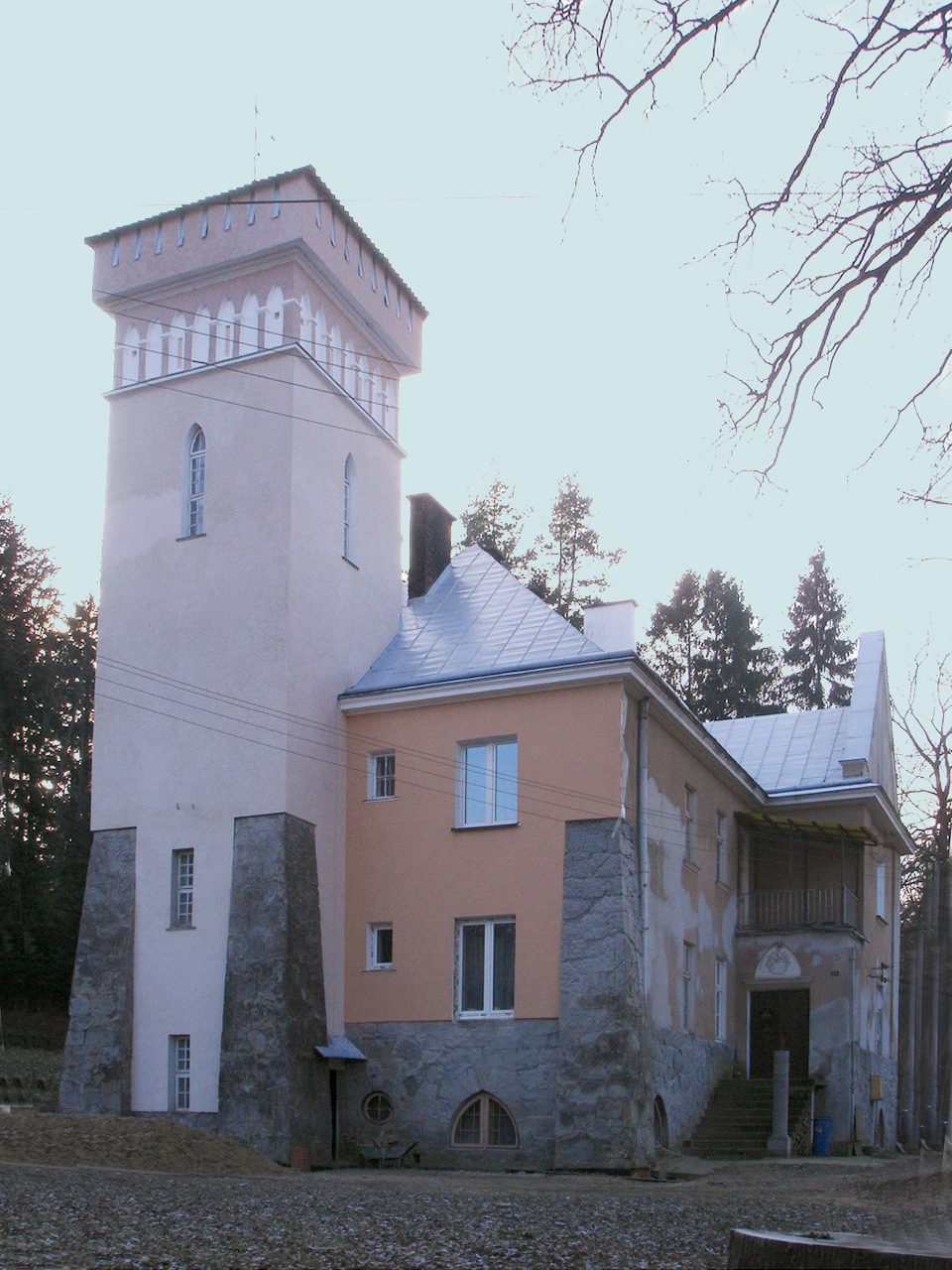
Zamek baronów Gubrynowiczów w Porażu k. Zagórza, w okresie do sierpnia 1944 kwatera główna komendantury zgrupowania „Południe” Adama Winogrodzkiego

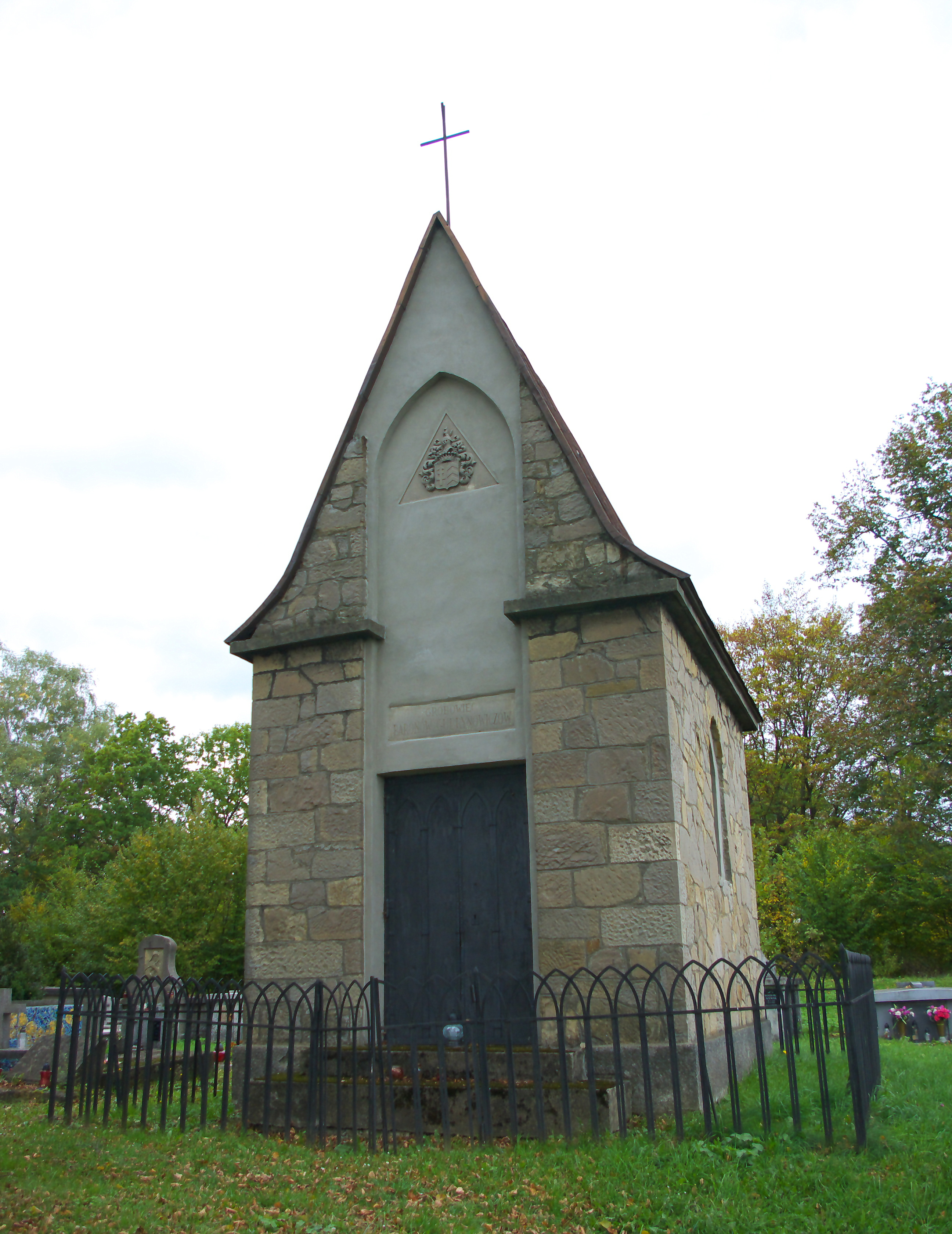
Kaplica grobowa baronów Gubrynowiczów

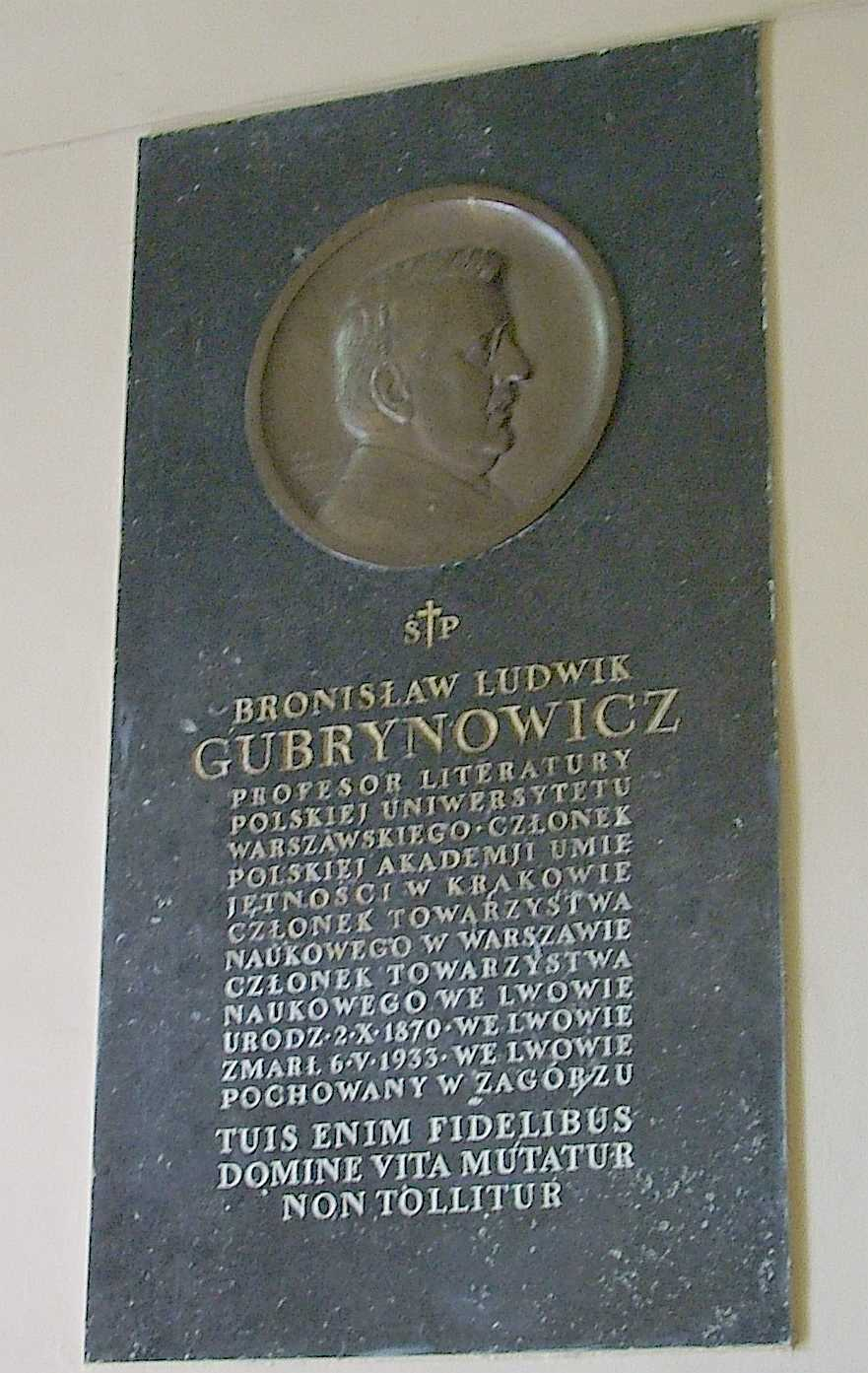
Tablica pamiątkowa w kościele pw. Marii Magdaleny we Lwowie (autor: Jan Nalborczyk)

Urodził się 2 października 1870 we Lwowie. Był synem Władysława (1836-1914, księgarz, wydawca) i Ludwiki z domu Dietz, starszym bratem Kazimierza (również księgarz i wydawca). Od 1880 przez osiem lat uczęszczał do III Gimnazjum im. Franciszka Józefa we Lwowie, gdzie w 1888 ukończył VIII klasę i zdał egzamin dojrzałości. Następnie od 1888 do 1892 studiował filologię i historię na Wydziale Filozoficznym Uniwersytetu Lwowskiego, m.in. pod kierunkiem Romana Pilata (1888-1892) oraz prof. Ksawerego Liskego. Uzupełniał studia na uniwersytecie w Berlinie (1892/1893).
Reskryptem z 3 lutego 1892  C. K. Rady Szkolnej Krajowej został mianowany zastępcą nauczyciela w macierzystym C. K. Gimnazjum im. Franciszka Józefa we Lwowie. Uczył tam języka polskiego, historii, geografii oraz historii kraju rodzinnego. 19 września 1893 został uwolniony na własne żądanie od obowiązków zastępcy nauczyciela. Opuszczając zawód nauczyciela podjął pracę naukową.
W 1894, wysłany przez Akademię Umiejętności, prowadził badania w Archiwum Watykańskim w Rzymie. W tym roku obronił doktorat w zakresie filologii i historii na macierzystym wydziale Uniwersytetu Lwowskiego. Rok potem, w 1905 habilitował się tamże. Został skryptorem literackim w Zakładzie Narodowym im. Ossolińskich, a od 1905 był tamże kustoszem. Do 1918 był profesorem tytularnym na C. K. Uniwersytecie Franciszkańskim we Lwowie (w gronie uczonych spoza kolegium profesorskiego uczelni). W 1920 został mianowany profesorem zwyczajnym Uniwersytetu Warszawskiego, objął II Katedrę Historii Literatury Polskiej. Był prelegentem w ramach Powszechnych Wykładach Uniwersyteckich dając wykład na temat dziejów teatru w Polsce.
Był współzałożycielem i członkiem zarządu Towarzystwa Literackiego im. Adama Mickiewicza (1890-1914, z przerwami). Według stanu z 1912 był członkiem Towarzystwa Historycznego. W 1919 został powołany przez Towarzystwo Naukowe Warszawskie na członka rzeczywistego, w 1929 został członkiem zwyczajnym; od 1925 przewodniczył Wydziałowi I Towarzystwa. Od 1928 był również członkiem korespondentem Polskiej Akademii Umiejętności. Ponadto od 1920 był członkiem Towarzystwa Naukowego we Lwowie. Należał do Towarzystwa Przyjaciół Ossolineum. 24 kwietnia 1924 był przewodniczącym pierwszego ogólnopolskiego Zjazdu Nauczycieli-Polonistów. Był działaczem Narodowej Demokracji.
Był żonaty z Heleną z domu Löwental (ur. 12 września 1884, zm. w sierpniu 1944), która zginęła w czasie okupacji niemieckiej. Mieli syna Adama (1906-2000, dyplomata) i córkę Janinę Helenę Teklę (ur. 1910, po raz pierwszy zamężna z Michałem Kazimierzem Sobańskim, po drugim mężu Bednorz).
Według różnych źródeł Bronisław Gubrynowicz został pochowany w grobowcu rodzinnym na Cmentarzu Łyczakowskim we Lwowie lub na Starym Cmentarzu w Zagórzu w kaplicy grobowej baronów Gubrynowiczów.

## Działalność naukowa
Zainteresowania naukowe Gubrynowicza obejmowały historię literatury polskiego oświecenia i romantyzmu. Opracował monografie pisarzy polskich, przygotował obszerne zestawienie bibliograficzne polskiej powieści końca XVIII wieku (1764-1795), ze szczególnym uwzględnieniem życia i dorobku najwybitniejszych twórców. Przygotował do wydania nieznany wcześniej Album Piotra Moszyńskiego (1898), zawierający pierwsze redakcje sonetów Mickiewicza. Wspólnie z Wiktorem Hahnem opracował pierwsze krytyczne wydanie Dzieł Słowackiego (1909, 10 tomów), wydał również Mazepę tego autora. Ponadto przygotował edycję powieści Mikołaja Doświadczyńskiego przypadki Krasickiego (1921). Jego praca naukowa w dużym stopniu opierała się na gromadzonej przez całe życie bibliotece, która w chwili śmierci liczyła około 3500-4000 tytułów. Przez wiele lat wchodził w skład komitetu redakcyjnego oraz redagował „Pamiętnik Literacki” (m.in. z Wilhelmem Bruchnalskim), w 1933 zainicjował wydawanie „Biblioteki Pamiętnika Literackiego”. W 1926 założył i redagował w kolejnych latach pismo „Ruch Literacki”. Do studentów Gubrynowicza należeli m.in. Konrad Górski, Bogdan Suchodolski, Stanisław Łempicki, Tadeusz Makowiecki. W jego bibliografii wyliczono 499 pozycji.
Ogłosił około 450 prac naukowych, m.in.:
- Wincenty Reklewski. Szkic literacki (1893; także w: Sprawozdanie Dyrekcyi C. K. Gimnazyum Lwowskiego im. Franciszka Józefa za rok szkolny 1893)[23]
- Romans w Polsce za Stanisława Augusta (1904)
- Poezja „Konfederatów Barskich” (1906)
- Kazimierz Brodziński. Życie i dzieła (1917) cz.1
- Powieść do połowy XVIII wieku (1918)
- Antoni Małecki, 1821-1913 (1920)
- Józef Maksymilian Ossoliński. Człowiek i pisarz (1928)
- Odsiecz wiedeńska w poezji (1933)
- Studia literackie (1935)

## Upamiętnienie
- Stacja Naukowa Polskiej Akademii Nauk w Rzymie została zgodnie z zapisem testamentowym obdarowana prywatną biblioteką Bronisława Gubrynowicza, która znajduje się oddzielnym pomieszczeniu Stacji nazwanym imieniem profesora[11].
- W 1934 roku baron Adam Gubrynowicz ufundował tablicę pamiątkową ku czci swojego ojca, która została umieszczona w kościele pw. Marii Magdaleny we Lwowie dłuta Jana Nalborczyka.
- W 1991 roku Rada Miasta Zagórza na wniosek radnego Jerzy Tarnawskiego nadała ulicy prowadzącej w stronę Poraża (przy której znajduje się zamek Gubrynowiczów) imię Bronisława Gubrynowicza.
- W kościele Wniebowzięcia Najświętszej Maryi Panny w Zagórzu zostało ustanowione epitafium upamiętniające Bronisława Gubrynowicza, który w 1939 ufundował na rzecz kościoła witraże[24].
- W Bibliotece Stacji Naukowej Polskiej Akademii Nauk w Rzymie znajduje się odlew medalionu pamiątkowego z lwowskiego kościoła pw. Marii Magdaleny.